# Apeadeiro de Marim
O Apeadeiro de Marim é uma interface encerrada da Linha do Algarve, que servia as localidades de Marim e Quelfes, freguesias do concelho de Olhão, em Portugal.

## Descrição

### Localização e acessos
O local deste interface situa-se a menos de um quilómetro do cruzamento entre as estradas EN125 e CM1327.

### Infraestrutura
O edifício de passageiros situa-se do lado norte da via (lado esquerdo do sentido ascendente, para Vila Real de Santo António).

## História

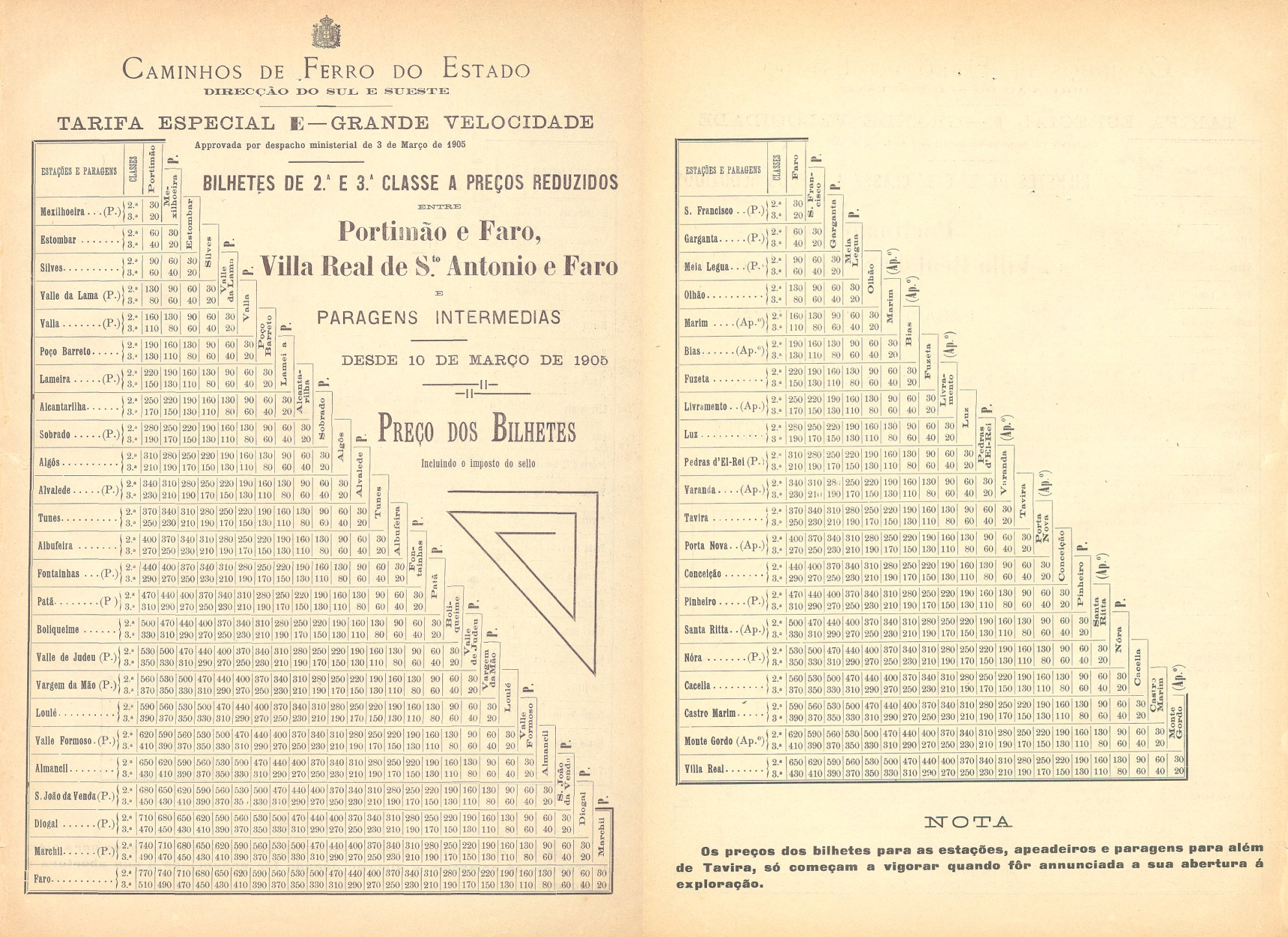
Aviso de 1905 com os descontos na Linha do Algarve, incluindo o Apeadeiro de Marim

### Planeamento, construção e inauguração
Nos princípios do século XX, estava em construção a linha férrea no Sotavento Algarvio, tendo uma portaria de 21 de Março de 1902 aprovado os projectos para a segunda fase do lanço de Faro e Vila Real de Santo António, incluindo o apeadeiro de Marim. A empreitada para a construção do apeadeiro foi lançada em 24 de Março do ano seguinte, por parte da Direcção de Sul e Sueste dos Caminhos de Ferro do Estado.
O apeadeiro de Marim foi inaugurado em conjunto com o lanço entre Olhão e Fuseta, no dia 1 de Setembro de 1904. Em 16 de Março de 1905, a Gazeta dos Caminhos de Ferro noticiou que tinha sido ordenada a construção de um cais de carga neste apeadeiro, com um ramal de via férrea e uma ligação rodoviária.
Esta interface surge ainda no mapa oficial de 1985, mas não já não nos horários de 2003, tendo sido encerrada ao serviço entretanto.

### Século XXI
Nas eleições autárquicas de 2009, o ferroviário António Gamboa, cabeça de lista do P.C.T.P. / M.R.P.P. à Câmara Municipal de Olhão, defendeu o enterramento da Linha do Algarve nesta cidade numa extensão de cinco quilómetros em trincheira-túnel, cujo portal poente se deveria iniciar junto à interface de Marim, «onde o declive natural é favorável».